# Diogenesia antioquiensis
Diogenesia antioquiensis är en ljungväxtart som beskrevs av Luteyn. Diogenesia antioquiensis ingår i släktet Diogenesia och familjen ljungväxter. Inga underarter finns listade i Catalogue of Life.